# Oconto (Wisconsin)
Oconto es una ciudad ubicada en el condado de Oconto en el estado estadounidense de Wisconsin. En el Censo de 2010 tenía una población de 4.513 habitantes y una densidad poblacional de 236,27 personas por km².

## Geografía
Oconto se encuentra ubicada en las coordenadas 44°53′29″N 87°52′6″O / 44.89139, -87.86833. Según la Oficina del Censo de los Estados Unidos, Oconto tiene una superficie total de 19.1 km², de la cual 17.75 km² corresponden a tierra firme y (7.05%) 1.35 km² es agua.

## Demografía
Según el censo de 2010, había 4.513 personas residiendo en Oconto. La densidad de población era de 236,27 hab./km². De los 4.513 habitantes, Oconto estaba compuesto por el 96.39% blancos, el 0.66% eran afroamericanos, el 1.06% eran amerindios, el 0.38% eran asiáticos, el 0% eran isleños del Pacífico, el 0.35% eran de otras razas y el 1.15% pertenecían a dos o más razas. Del total de la población el 2.42% eran hispanos o latinos de cualquier raza.